# Grandia (jeu vidéo)
 (août 2015).
Si vous disposez d'ouvrages ou d'articles de référence ou si vous connaissez des sites web de qualité traitant du thème abordé ici, merci de compléter l'article en donnant les références utiles à sa vérifiabilité et en les liant à la section « Notes et références ».
Grandia (グランディア, en japonais) est un jeu vidéo de rôle développé par Game Arts et édité par Ubisoft en 1997, il sort d'abord sur la Saturn avant d'arriver sur la PlayStation en avril 2000. Bien accueilli à l'époque par la critique, il est réputé pour son scénario teinté d'aventures et de civilisations perdues, son gameplay et son système de combats très fluides et sa courbe de progression sévère, en effet seules les compétences et magies utilisées en combat verront leur courbe de progression augmenter. Enfin, son aspect visuel enfantin et très coloré avait charmé beaucoup de gamers à l'époque.
Le jeu est disponible depuis 2010 sur le PlayStation Network pour y jouer sur PlayStation 3 et PlayStation Portable.
Une version du jeu éditée par GungHo Online Entertainment (ainsi que de Grandia II) comportant des graphismes remastérisés est disponible sur Nintendo Switch sous le nom de Grandia HD Collection depuis le 16 août 2019 et est disponible sur PC depuis septembre 2019 sous le nom de  Grandia HD Remaster.

## Trame

### Synopsis
Grandia raconte la vie de Justin, un adolescent avide d'aventure, qui après la visite des Ruines de Sult, découvre un passage secret grâce à la "pierre d'esprit" (reçue en héritage de son père).
Ce passage va le mener à une mystique qui lui racontera l'histoire des Icariens, une civilisation ancienne et disparue qui prospérait et possédait une évolution supérieure au monde moderne. C'est ainsi que Justin, aidé de Sue (sa meilleure amie), part pour un nouveau continent afin de découvrir les secrets de la civilisation Angelou et bien d'autres mystères encore cachés. Le but étant de découvrir la mythique cité d'Alent, berceau des Icariens et de la civilisation Angelou.

### Personnages principaux
Du côté des protagonistes on peut citer :
- Justin (ジャスティン Jasutin), un jeune homme qui veut devenir aventurier.
- Sue (スー Sū), la meilleure amie de Justin, très jeune, accompagnée en permanence par son animal de compagnie, Poy.
- Lilly (リリィ Riryi), la mère de Justin, ancienne pirate reconvertie en chef cuisiner.
- Feena (フィーナ Fīna), une aventurière confirmée, reconnue pour sa bravoure et l'idole de Justin.
- Gadwin (ガドイン Gadoin), un chevalier expérimenté.
- Rapp (ラップ Rappu), un voyou du village de Cafu.
- Milda (ミルダ Miruda), une géante, dangereuse mais sympathique.
- Guido (ギド Gido), un marchand itinérant ressemblant à un lapin.
- Liete (リエーテ Riēte), une mystique qui guide Justin vers son but ultime.

Pour les antagonistes de l'histoire on peut citer :
- General Baal (バール Bāru), le leader des forces de Garlyle.
- Colonel Mullen (ミューレン Myūren), le fils de Baal, fin stratège et guerrier efficace.
- Leen (リーン Rīn), une jeune femme soldat, aide de camp de Mullen.
- Nana (ナナ), Saki (サキ), et Mio (ミオ), trois commandantes de l'armée de Garlyle.

## Système de jeu
Les personnages sont représentés par des sprites en 2D animés, évoluant dans un environnement en 3D.
Lors des déplacements dynamiques sur une carte locale, le personnage (ou groupe selon le cas) est suivi par une caméra en vue à la troisième personne. Le joueur peut faire tourner la caméra autour du groupe, cela étant souvent nécessaire à la découverte d'objets ou de passages cachés dans un angle différent. Il est à noter que les combats ne se lancent pas de façon aléatoire, les monstres sont visibles à l'écran et peuvent être évités. On peut également influencer le début du combat : si on lance le combat en rentrant dans le monstre de dos, celui-ci est surpris et tous vos personnages attaqueront avant lui. À l'inverse, si vous fuyez un monstre et que celui-ci vous rattrape, il lancera son attaque en premier au début du combat.
Lors des déplacements sur la carte du monde, le joueur choisit simplement de manière statique l'endroit dans lequel il veut se rendre.
Les niveaux des personnages augmentent en gagnant de l'expérience ou en tuant des ennemis.
Leurs statistiques de base augmentent à chaque niveau et ils acquièrent de nouvelles compétences avec l'usage répété de sorts ou de coups. Il existe plusieurs types d'armes différentes : épée, masse, couteau, fouet, bâton, hache, arc et shuriken/boomerang. Toutes les catégories d'armes ne peuvent pas être utilisées par tous les personnages.
Les sorts sont basés sur les quatre éléments principaux : feu, air, eau, terre. Ils peuvent être obtenus grâce à des "œufs mana" qui peuvent être achetés. Les quatre éléments peuvent être combinés pour créer des sorts de foudre (feu + air), blizzard (air + eau), forêt (eau + terre) et explosion (feu + terre).
En outre, lorsqu'un élément magique prend un niveau de compétence, le joueur reçoit un point permanent dans la statistique correspondante :
- Vent: +1 Agilité
- Eau: +1 PV
- Terre: +1 Force
- Feu: +1 Esprit

Lorsqu'une capacité, sort ou attaque physique, est utilisée un certain nombre de fois en combat, son niveau de technique augmente.
Quand l'équipe touche un ennemi sur la carte, le combat s'engage. Si l'équipe surprends un ennemi, elle a un avantage de vitesse de frappe, l'équipe peut également se faire surprendre et souffrira donc d'un malus pendant le combat.
Les combats se présentent vus de haut, à la troisième personne et se déroulent en tour par tour dynamique.
En effet, en bas à droite de l'écran se trouve la barre d'action avec les icônes des personnages et des ennemis qui évoluent sur cette barre. Lorsque l'icône d'un personnage se trouve au milieu de la barre, il peut choisir l'action à effectuer. Cette barre montre également le temps nécessaire aux ennemis pour attaquer. Si un personnage arrive à placer un coup dans la période de préparation d'une attaque par l'ennemi, cette attaque est annulée.

## Développement
Le développement de Grandia a duré cinq ans. Un reportage entièrement consacré à Grandia a été diffusé sur Arte, présentant un making-of.

## Accueil

### Version Saturn
Le jeu fut globalement acclamé par la critique lors de sa première sortie au Japon sur Sega Saturn : Sega Saturn Magazine ainsi que le magazine Saturn Fan le notèrent à 9 sur 10 et il reçut une note de 8,75 sur 10 de la part du magazine Weekly TV Gamer.
Le jeu gagna entre autres un « Excellence Award » à la CESA Japan Game Awards de 1997. Sa version Saturn fut vendue à 344 554 exemplaires au Japon et devint ainsi le 15e jeu Saturn le plus vendu au Japon en 1997.

### Version Playstation
La version Playstation, sortie presque deux ans après celle de la Saturn, reçut également un bon accueil mais se vendit moins, avec environ 100 000 exemplaires écoulés au Japon.
L'accueil fut bon également aux États-Unis, et le jeu se vit octroyer des scores de 86 % par GameRankings et 89/100 par Metacritic.

## Bande-son
La musique du jeu est l'œuvre de Noriyuki Iwadare, qui travailla plus tard sur des licences comme les Ace Attorney. Deux compilations des musiques du jeu sortirent par la suite. La première, Grandia Original Soundtracks, sortit en 1997 au Japon et comporte deux disques. Le premier s'intéresse aux musiques jouées par un orchestre, alors que le second s'intéresse aux musiques jouées au synthétiseur. La seconde, Grandia Original Soundtracks II, sortit l'année suivante, en juin 1998, et contient deux disques de musiques qui ne figurent pas sur le premier album.
Deux autres compilations furent publiés après. En Juin 1999 sortit la compilation The Best of Grandia, qui comporte certaines des musiques préférées d'Iwadare, dont le morceau Pavane qui n’apparaît pas dans le jeu. De plus, Iwadare a produit un album spécial intitulé Vent: Grandia Arrange Version : son nom fait écho au fait qu'Iwadare pense de cet album qu'il « évoque l'image d'une brise fraîche ». L'album, sortit en 1998, comporte douze réarrangements de titres originaux, Iwadare le décrit comme « un album que les gens peuvent écouter avec plaisir le dimanche matin ».